# 楠橋紋織
楠橋紋織株式会社（くすばしもんおり）は、愛媛県今治市に本社を置くタオルメーカー。

## 概要
1931年に八幡浜市の織物検査所に勤務していた楠橋俊夫が父･三郎治、兄･秀雄と「楠橋三郎治工場」として創業。戦後、幸運にも焼失を免れたジャガード織機24台、50人の従業員で再出発を果たし、1951年に株式会社に改組。タオル製品の貿易体制を整え、東南アジアやオーストラリアへの輸出を開始。1955年には生産額において日本一のタオル会社となった。
1957年には国内初のプリントタオルを販売し、1980年には革新織機を導入するなど事業を拡大した。日本国内での製造原価の高騰、流通からの価格圧力が強まった中で、1993年に中国江蘇省南通市に中国法人･南通楠橋紋織有限公司（独資）を設立した。
中国からの安価なタオル流入などにより今治のタオルメーカーが苦境に陥る中、楠橋紋織も2000年代に入って業績が悪化。外部から社長（村上景一四国溶材代表取締役）を迎え、経営の立て直しを図った。2006年に四国タオル工業組合が「今治タオルプロジェクト」を開始すると、自社ブランド開発に力を入れ2018年には高級タオルブランド「ROYAL-PHOENIX of the seas」の販売を開始した。

## 事業所
- 本社・工場 - 愛媛県今治市宅間甲319
- 東京オフィス - 東京都中央区日本橋人形町2-21-10セブンビル5F
- 大阪オフィス - 大阪府大阪市中央区本町1-5-6山甚ビル7F
- 南通楠橋紋織有限公司 - 中華人民共和国江蘇省

## 沿革
- 1931年 - 楠橋三郎治工場として創業。織機6台でタオルの生産開始。
- 1937年 - 国内初の刺繍織物装置・ラペット織機を発明。楠橋紋織織物工場を設立。その後、楠橋紋織工場に社名変更。
- 1949年 - 大阪出張所を開設。
- 1950年 - 昭和天皇行幸。
- 1951年 - 株式会社に改組し、「楠橋紋織株式会社」設立。
- 1957年 - 国内初となるプリントタオルを販売（諸説あり）。
- 1959年 - 坂本式自動織機を導入。
- 1980年 - 革新織機を本格導入。
- 1988年 - 東京オフィスを開設。
- 1993年 - 南通楠橋紋織有限公司を設立。
- 2006年 - 有限会社ケイ・エンブロイ設立。しまなみセンイ協同組合設立。
- 2010年 - 二川浩樹広島大学教授が開発した特許を用いた抗ウィルスタオルを販売開始[5]。
- 2018年 - 高級タオルブランド「ROYAL-PHOENIX of the seas」の販売開始。

## 関連企業
- 楠産業株式会社（タオル製品の縫製･加工･箱詰･梱包･販売）
- 有限会社ケイ・エンブロイ（タオル製品の加工･刺繍）
- しまなみセンイ協同組合（資材の共同購買、外国人技能実習生の受入･職業紹介事業）
- 南通楠橋紋織有限公司